# أرتميس (بيت دعارة)

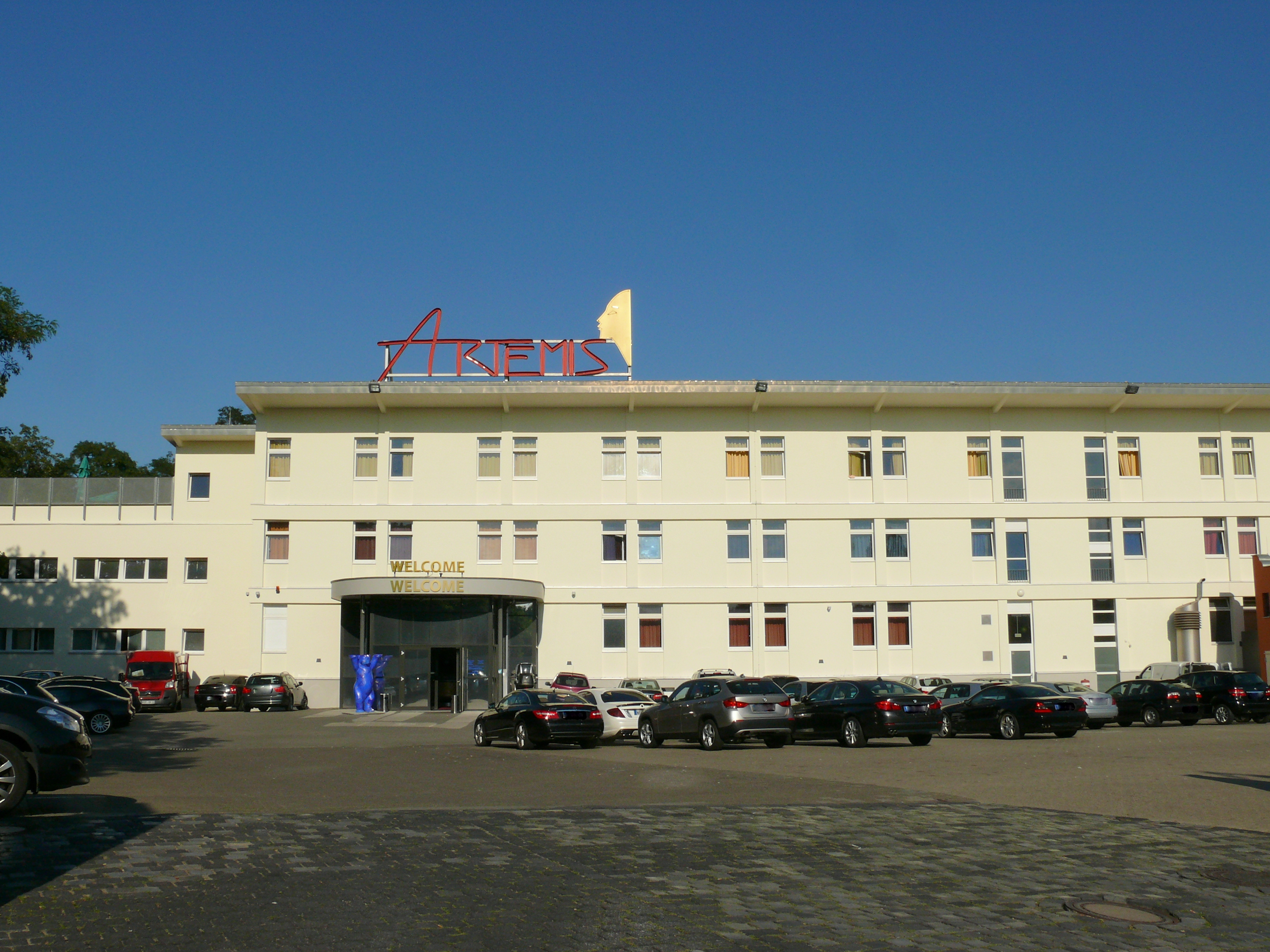
بناية أرتميس

أرتميس (بالإنجليزية: Artemis)‏ هو واحد من أكبر بيوت الدعارة في ألمانيا حيث أن الدعارة هناك قانونية ومنتشرة.تم إفتتاح البيت في سبتمبر 2005 بمدينة برلين،المبنى مكون من 4 طوابق ويضم حمام سباحة و3 ساونا و 2 سينما ويتسع لحوالي 70 شخص يعملون في الدعارة و 600 زبون.

## الأسم والموقع
أشارت بعض المقالات الصحفية إلى أن اسم بيت الدعارة تجديفي نوعًا ما، إذ كانت أرتميس إلهة في الأساطير الأغريقية قد تعهدت بالبقاء عذراءً عفيفة.

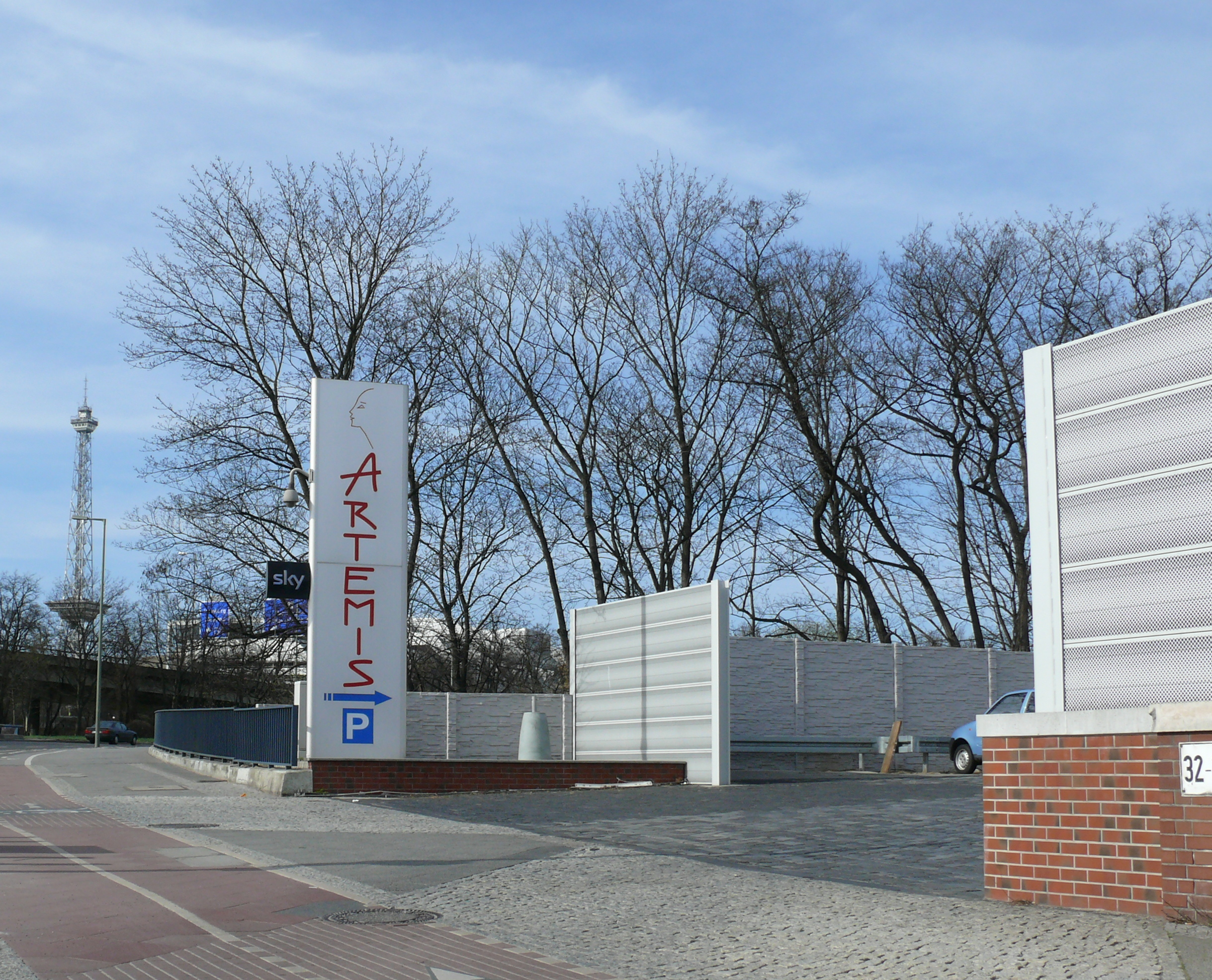
مدخل أرتميس

يقع أرتميس بالقرب من الطرف الغربي من كورفورستيندام في منطقة صناعية قي شارلوتنبورغ، بالقرب من محطة المترو والسكك الحديدية ويستكروز وحوالي 0.5 كيلومتر (1600 قدم) جنوب مركز مؤتمرات المحكمة الجنتئية الدولية. يقع على بعد أكثر بقليل من كيلومترين (1.2 ميل) من ملعب برلين الأولومبي، المشهور باستضافة أولومبيات 1936 ومكان إقامة العديد من مباريات كأس العالم لكرة القدم عام 2006.

## التنظيم والملكية
أنشئ رجل الأعمال التركي هاكي سيمسيك بيت دعارة أرتميس مقابل حوالي خمسة ملايين يورو، وجاءت الأستثمارات المبكرة من الممول الألماني فلوريان هوم. كتب أحد المراجعين في منشور ألماني على الأنترنت «على الرغم من أن الجزء الخارجي من المبنى مثير للشهوة مثل حديقة مكاتب الشركات، إلا أن التصميم الداخلي يجمع بشكل غريب بين لاس فيغاس في منتصف التسعينيات والفيلم البريطاني الرخيص (كاري أون)»
يُدار أرتميس على أنه نادي ساونا، على غرار العديد من بيوت الدعارة الألمانية الأخرى، ويدفع كل من العملاء والمومسات رسوم الدخول ويمكنهم بعد ذلك استخدام خدمات النادي لمدة 24 ساعة. رسوم الدخول هي 80 يورو (40 لسائقي سيارات الأجرة والمتقاعدين أيام الأحد والأثنين).